# Anurophorus racovitzai
Anurophorus racovitzai is een springstaartensoort uit de familie van de Isotomidae. De wetenschappelijke naam van de soort is voor het eerst geldig gepubliceerd in 1932 door Denis.